# Сергей Есенин (тип речных судов)
Теплоходы проекта Q-065 — трёхпалубные пассажирские суда России, предназначенные для совершения речных круизов.

## История
Строительство судов проекта Q-065 велось с 1984 по 1986 годы на австрийской судостроительной верфи Österreichische Schiffswerften AG в городе Корнойбурге. Всего было построено 5 теплоходов этого проекта. Они были поставлены Московскому, Обь-Иртышскому и Ленскому пароходствам. Теплоход, изначально поставленный в Обь-Иртышское пароходство, позднее также перешел в Ленский бассейн.
Пассажировместимость 180 человек. На борту теплоходов этого проекта для проживания туристов предусмотрены одно-, двух-, четырёхместные каюты и каюты «люкс». Во всех каютах есть индивидуальный санблок (душ, туалет, умывальник), радио. В каютах «люкс» есть холодильник, телевизор, угловой диван. На борту имеется бар с танцполом, ресторан на 80 посадочных мест, панорамный салон, кинозал, сауна. Имеется гладильная комната.

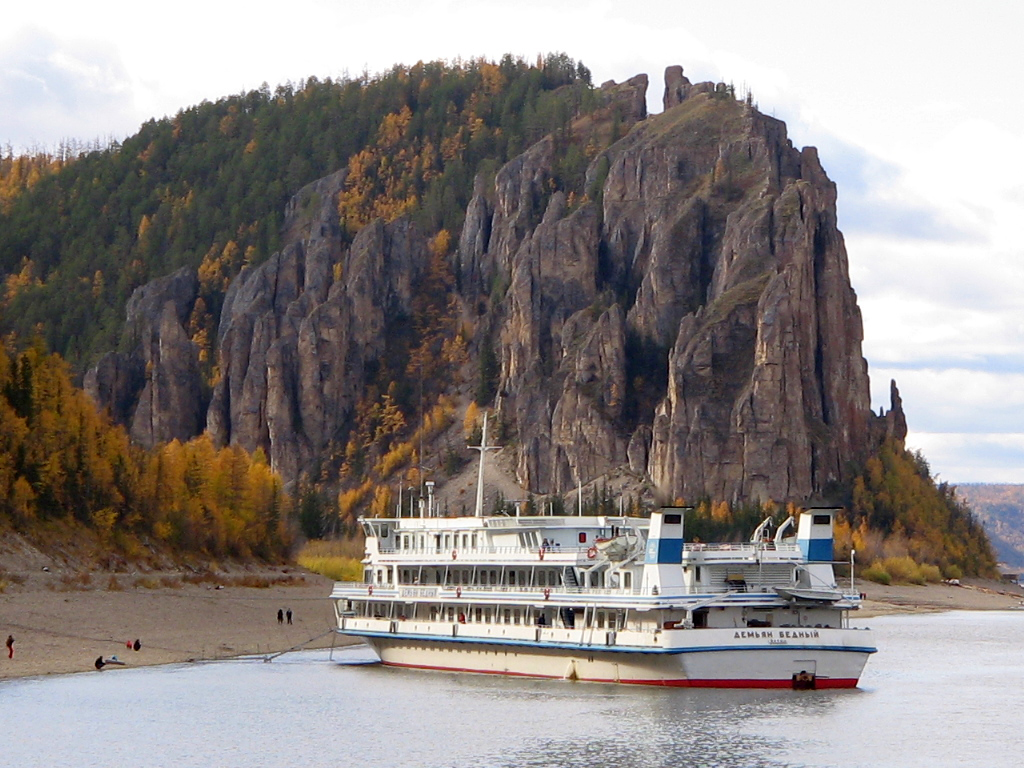
Теплоход Демьян Бедный на Лене
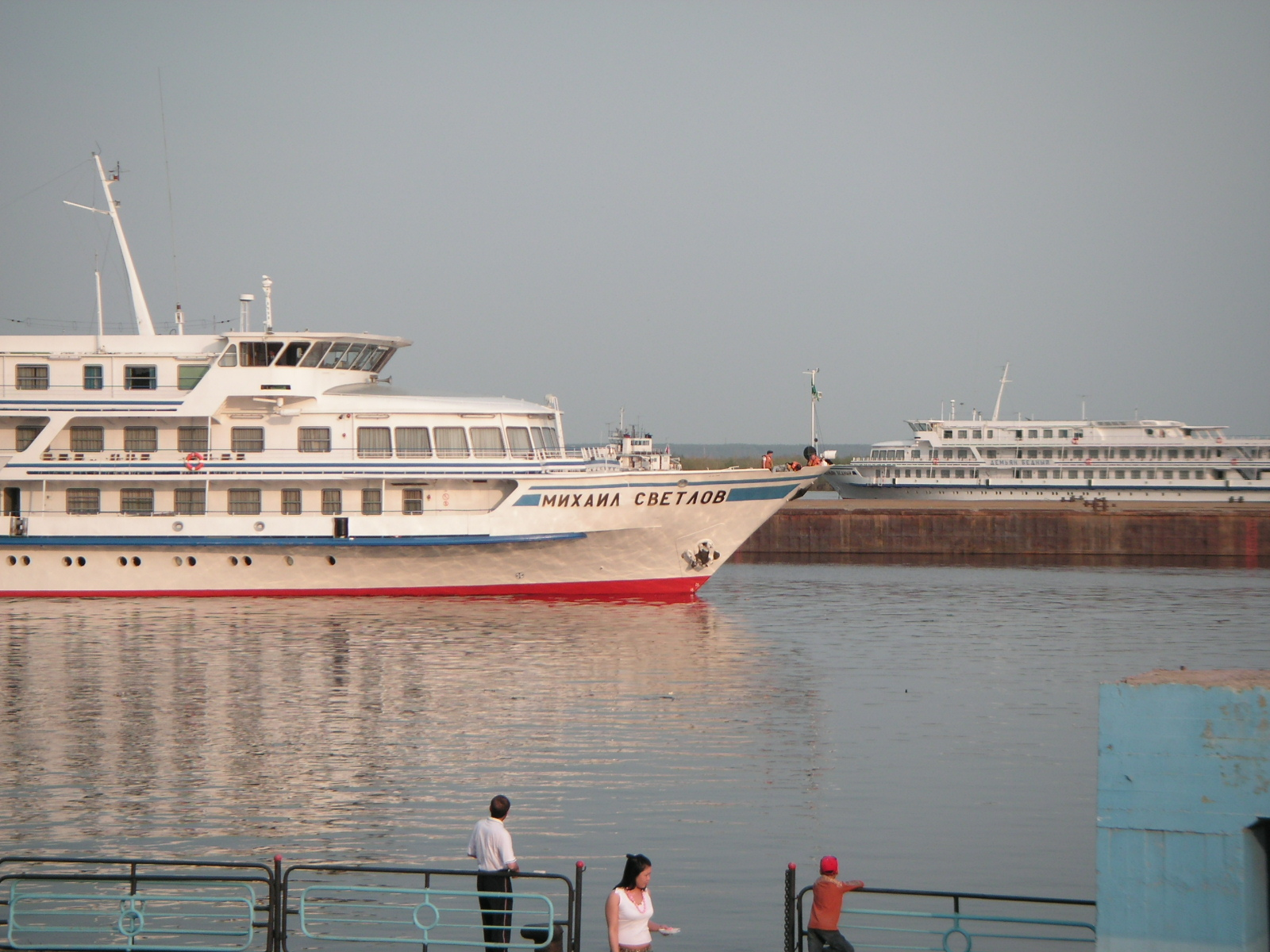
Теплоходы Михаил Светлов и Демьян Бедный на рейде Якутского речного порта
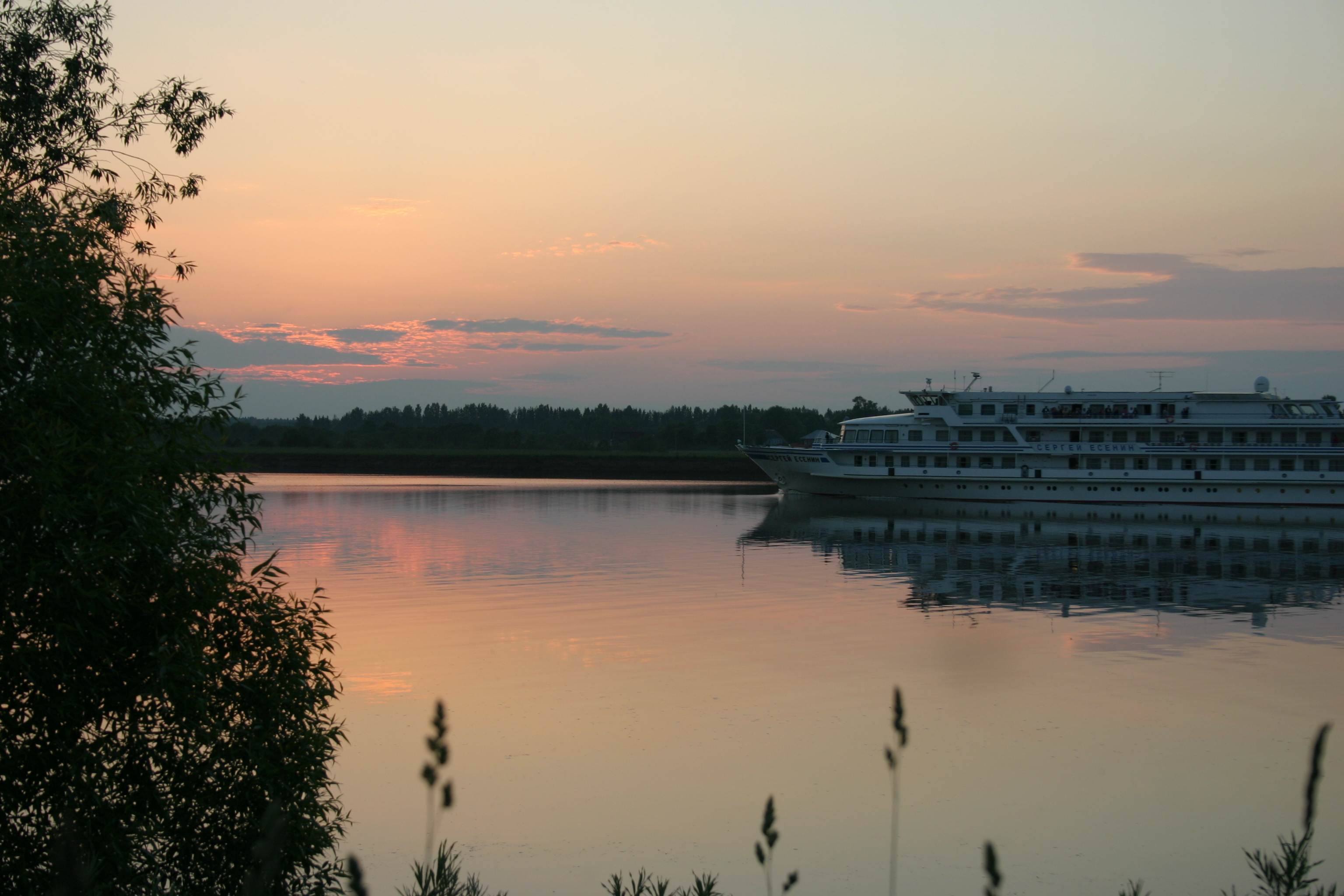
Теплоход Сергей Есенин в Дубне

## Речные круизные суда проекта Q-065 (Австрия)
Переименование судов указано в скобках в хронологическом порядке, английская транслитерация по образцу и согласно Российскому морскому регистру судоходства:
| Тип Сергей Есенин | Тип Сергей Есенин               | Тип Сергей Есенин               |
| № п/п             | Название                        | Английская транслитерация       |
| ----------------- | ------------------------------- | ------------------------------- |
| 1                 | Сергей Есенин                   | Sergey Yesenin                  |
| 2                 | Александр Блок (Александр Грин) | Aleksandr Blok (Aleksandr Grin) |
| 3                 | Валерий Брюсов                  | Valeriy Bryusov                 |
| 4                 | Демьян Бедный                   | Demyan Bednyy                   |
| 5                 | Михаил Светлов                  | Mikhail Svetlov                 |

## Суда проекта Q-065
Список судов проекта содержит все суда с указанием в примечании первоначального имени:
| Суда типа Сергей Есенин /проект Q-065 | Суда типа Сергей Есенин /проект Q-065 | Суда типа Сергей Есенин /проект Q-065 | Суда типа Сергей Есенин /проект Q-065 | Суда типа Сергей Есенин /проект Q-065 | Суда типа Сергей Есенин /проект Q-065                                                                                          | Суда типа Сергей Есенин /проект Q-065 |
| Год постройки                         | Название                              | Фото                                  | Капитан                               | Оператор                              | Маршруты | Переименование и статус               |
| ------------------------------------- | ------------------------------------- | ------------------------------------- | ------------------------------------- | ------------------------------------- | --- | ------------------------------------- |
| 1984                                  | Сергей Есенин                         |                                       | Чернышев Леонид Владимирович          | МосТурФлот                            | → Москва - Санкт-Петербург - Москва                                                                                            | →                                     |
| 1984                                  | Александр Грин                        |                                       |                                       | МосТурФлот                            | → с 2012 г. Москва - Санкт-Петербург - Москва                                                                                  | → ранее до 2012 года Александр Блок   |
| 1985                                  | Валерий Брюсов                        |                                       |                                       | МосТурФлот                            | → Москва, Крымская наб. отель                                                                                                  | →                                     |
| 1985                                  | Демьян Бедный                         |                                       | Горбунов Алексей Романович            | LenaTurFlot                           | → Якутск – Ленские Столбы (1215 км от Якутска) - Якутск и Якутск - о.Тайменный (250 км от Якутска) - Якутск (рыболовный круиз) | →                                     |
| 1986                                  | Михаил Светлов                        |                                       | Баньков Николай Владимирович          | LenaTurFlot                           | → Якутск – Ленские щёки (1200 км от Якутска) - Якутск и Якутск - Тикси                                                         | →                                     |